# Понтус Комарк
По́нтус Ко́марк (швед. Pontus Kåmark; нар. 5 квітня 1969, Вестерос, Вестманланд, Швеція) — шведський футболіст, що грав на позиції захисника.

## Клубна кар'єра
У дорослому футболі дебютував 1985 року виступами за команду клубу «Вестерос», в якій провів чотири сезони, взявши участь у 55 матчах чемпіонату.
Своєю грою за цю команду привернув увагу представників тренерського штабу клубу «Гетеборг», до складу якого приєднався 1989 року. Відіграв за команду з Гетеборга наступні шість сезонів своєї ігрової кар'єри. Більшість часу, проведеного у складі «Гетеборга», був основним гравцем захисту команди.
Згодом з 1995 по 2000 рік грав у складі команд клубів «Лестер Сіті» та АІК.
Завершив професійну ігрову кар'єру у «Гетеборзі», за який вже виступав раніше. Прийшов до команди 2001 року, захищав її кольори до припинення виступів на професійному рівні у 2002.

## Виступи за збірну
1990 року дебютував в офіційних матчах у складі національної збірної Швеції. Протягом кар'єри у національній команді, яка тривала 13 років, провів у формі головної команди країни 57 матчів.
У складі збірної був учасником чемпіонату світу 1994 року у США, на якому команда здобула бронзові нагороди.

## Титули і досягнення
- Чемпіон Швеції (5):

«Гетеборг»: 1990, 1991, 1993, 1994, 1995
- Володар Кубка Швеції (1):

«Гетеборг»: 1990-91
- Володар Кубка Футбольної ліги (1):

«Лестер Сіті»: 1996–97
- Бронзовий призер чемпіонату світу: 1994